# Terry O'Quinn
Terry O'Quinn (anglès: Terry O’Quinn)  (Sault Sainte Marie, 15 de juliol de 1952) nom artístic de Terrance Quinn, és un actor estatunidenc. Va interpretar a John Locke a la sèrie de televisió Lost, el paper principal a The Stepfather i Stepfather II, i Peter Watts a Millennium, que va durar tres temporades (1996–1999). També ha presentat Mysteries of the Missing a The Science Channel. Pel seu paper a Lost, va guanyar el premi Emmy al millor actor secundari en una sèrie dramàtica.

## Biografia
O'Quinn va néixer a l'Hospital War Memorial de Sault Ste. Marie, Michigan, un dels 11 germans, i va créixer a Newberry, Michigan. És d' ascendència irlandesa i es va criar catòlic. Va assistir a la Universitat de Michigan Central a Mount Pleasant, Michigan, i a la Universitat d'Iowa a Iowa City. Va canviar el seu cognom de Quinn a O'Quinn, ja que un altre actor registrat ja tenia el nom de Terrance Quinn.

## Carrera
O'Quinn va començar a actuar a la dècada de 1970 durant la seva època a la Universitat Central de Michigan. No només era actor, sinó també dramaturg/director. Va escriure i dirigir el musical Orchestrina . Aquest musical presentava cinc personatges principals: L'home (interpretat per Jeff Daniels ), El noi (Harold Downs), La dona (Ann O'Donnell), La noia (Debbie Penwarden) i El borratxo (James Hilliker), a més d'un cor femení i un de masculí. Va ser company de pis a la CMU amb l'actor Brad Slaight.
Fa la seva primera aparició en el cinema el 1980 a la pel·lícula  La Porta del Paradís  de Michael Cimino.

El 1983, Al Pacino li pren per poc el paper del criminal culte Tony Montana a Scarface de Brian de Palma. Alguns diuen que això li ocasionaria la calvície ja naixent de l'actor. Sigui com sigui, aquest fracàs el marcarà de forma duradora, considerant que una carrera i el verdader reconeixement del seu talent van ser espatllats.
El 1987 i 1989 serà cèlebre pel seu paper a les dues pel·lícules d'èxit The Stepfather 1 i 2  on encarna un assassí en sèrie. El 1994, surt en la sèrie Tales from the crypt. A partir de 1995, fa aparicions recurrents a diversos fulletons:
- Fa un paper en l'episodi Aubrey de la sèrie The X-Files.
- El 1996, el creador de la sèrie, Chris Carter, li dona el paper de Peter Watts a Millennium.
- Treballa també a la pel·lícula The X Files, en l'episodi final de la sèrie The X-Files i en la sèrie Harsh Realm.
- També té un paper a JAG.

Cap al 1995, O'Quinn va fer aparicions com a convidat a The X-Files i Harsh Realm, produïdes per Chris Carter, qui també el va escollir per a la pel·lícula The X-Files: Fight the Future i després una altra vegada per a la temporada final. El 1996, O'Quinn va començar a actuar a la sèrie de televisió Millennium com a Peter Watts, també produïda per Chris Carter . O'Quinn va ocupar aquest paper durant les tres temporades de la sèrie. O'Quinn té la distinció d'haver interpretat quatre personatges diferents dins del continu Expedient X / Millennium (les dues sèries es classifiquen juntes, ja que tant el personatge de Frank Black de Lance Henriksen com el personatge de Jose Chung de Charles Nelson Reilly han aparegut en ambdues sèries).
A partir de 2002, comença a interpretar un paper recurrent en Alias: Kendall, el subdirector de l'FBI. El creador d'aquesta, J J. Abrams, el crida per treballar a Lost el 2004, on juga el personatge de John Locke.
El 2005, és nominat pel Premi Emmy al millor actor secundari en un fulletó dramàtic. Guanya aquest premi el 2007 per a la seva interpretació de John Locke.

## Films
| Any  | Títol                   | Paper                   | Notes |
| ---- | ----------------------- | ----------------------- | --- |
| 1980 | Heaven's Gate           | Capt. Minardi           | |
| 1981 | The Doctors             | Dr. Jerry Dancy         | |
| 1983 | All the Right Moves     | Freeman Smith           | |
| 1984 | Places in the Heart     | Buddy Kelsey            | |
| 1984 | Mrs. Soffel             | Detective Buck McGovern | |
| 1985 | Silver Bullet           | Sheriff Joe Haller      | |
| 1985 | Mischief                | Claude Harbrough        | |
| 1986 | Between Two Women       | Dr. Wallace             | |
| 1986 | SpaceCamp               | Launch Director         | |
| 1987 | The Stepfather          | Jerry Blake             | Nominada—Independent Spirit Award al millor protagonista masculí Nominat—National Society of Film Critics Award for Best Actor Nominat—Saturn Award for Best Actor |
| 1987 | Black Widow             | Bruce                   | |
| 1988 | Young Guns              | Alex McSween            | |
| 1989 | Pin                     | Dr. Linden              | |
| 1989 | Blind Fury              | Frank Deveraux          | |
| 1989 | Stepfather II           | Dr. Gene Clifford       | |
| 1989 | The Forgotten One       | Bob Anderson            | |
| 1990 | Blood Oath              | Major Beckett           | |
| 1990 | Kaleidoscope            | Henry                   | |
| 1991 | Son of the Morning Star | General Alfred Terry    | |
| 1991 | The Rocketeer           | Howard Hughes           | |
| 1991 | Company Business        | Colonel Pierce Grissom  | |
| 1992 | The Cutting Edge        | Jack Moseley            | |
| 1992 | My Samurai              | James McCrea            | |
| 1993 | Tombstone               | Mayor John Clum         | |
| 1993 | Born Too Soon           | Dr. Friedman            | |
| 1995 | Shadow Warriors         | Dr. Connors             | |
| 1996 | Ghosts of Mississippi   | Judge Hilburn           | |
| 1996 | Primal Fear             | Bud Yancy               | |
| 1997 | My Stepson, My Lover    | Richard Cory            | |
| 1997 | Breast Men              | Hersch Lawyer           | |
| 1997 | Shadow Conspiracy       | Frank Ridell            | |
| 1998 | The X-Files             | Darius Michaud          | |
| 2000 | Rated X                 | J.R. Mitchell           | |
| 2000 | American Outlaws        | Rollin H. Parker        | |
| 2002 | Hometown Legend         | Buster Shuler           | |
| 2002 | The Locket              | Casey Keddington        | |
| 2003 | Old School              | Goldberg                | Sense acreditar |
| 2016 | New Life                | Dr. Sumrall             | |

## Televisió
| Dates     | Títol                                  | Paper                         | Notes |
| --------- | -------------------------------------- | ----------------------------- | --- |
| 1982      | Tales of the Unexpected                | Cop                           | Episodi: "In the Bag" |
| 1984      | Miami Vice                             | Richard Cain                  | Episodi: "Give a Little, Take a Little" |
| 1985      | The Twilight Zone                      | Dr. Curt Lockridge            | Episodi: "Chameleon" |
| 1985      | An Early Frost                         | Dr. Redding                   | |
| 1985      | Remington Steele                       | Chuck McBride                 | Episodi: "Coffee, Tea or Steele" |
| 1987      | Moonlighting                           | Bryant Wilbourne              | Episodi: "Take a Left At the Altar" |
| 1990      | Jake and the Fatman                    | Vincent Novak                 | Episodi: "You're Driving Me Crazy" |
| 1992      | L.A. Law                               | Nick Moats                    | Episodi: "Beauty and the Breast" |
| 1993      | Tales from the Crypt                   | Inspector Martin Zeller       | Episodi: "The Bribe" |
| 1993      | Visions of Murder                      | Admiral Truman Hager          | Pel·lícula de televisió |
| 1994      | Star Trek: The Next Generation         | Admiral Erik Pressman         | Episodi: "The Pegasus" |
| 1994      | Earth 2                                | Reilly                        | 6 episodis |
| 1994      | Matlock                                | Malcolm Engle                 | Episodi: "The Dare" |
| 1995      | The X-Files                            | Lt. Brian Tillman             | Episodi: "Aubrey" |
| 1995–2002 | JAG                                    | Capt./RAdm. Thomas Boone, CAG | 10 episodis |
| 1996      | Diagnosis: Murder                      | Dr. Ronald Trent              | Episodi: "The Murder Trade" |
| 1996–1999 | Millennium                             | Peter Watts                   | 41 episodis |
| 1999–2000 | Harsh Realm                            | General Omar Santiago         | 9 episodis |
| 2001      | Roswell                                | Carl                          | Episodis: "Michael, the Guys, and the Great Snapple Caper" |
| 2002      | The X-Files                            | Shadow Man                    | Episodis: "Trust No 1" |
| 2002–2004 | Alias                                  | FBI Asst. Director Kendall    | 18 episodis |
| 2003      | Phenomenon II                          | Military officer Jack Hatch   | Pel·lícula de televisió |
| 2003–2004 | The West Wing                          | General Nicholas Alexander    | 7 episodis |
| 2004      | NCIS                                   | Col. Will Ryan                | Episodi: "Enigma" |
| 2004      | Law & Order: Criminal Intent           | Gordon Buchanan               | Episodi: "Mis-Labeled" |
| 2004–2010 | Lost                                   | John Locke/ L'home de negre   | 101 episodis Primetime Emmy Award for Outstanding Supporting Actor in a Drama Series Saturn Award for Best Supporting Actor on TelevisionScreen Actors Guild Award for Outstanding Performance by an Ensemble in a Drama SeriesNominada—Golden Nymph Award for Outstanding Actor – Drama Series (2007, 2009–11) Nominada—Primetime Emmy Award for Outstanding Supporting Actor in a Drama Series (2005, 2010) Nominada—Saturn Award for Best Supporting Actor on Television (2006, 2008, 2011) Nominada—Teen Choice Award for Choice TV: Villain |
| 2011      | Taken from Me: The Tiffany Rubin Story | Mark Miller                   | Pel·lícula de televisió |
| 2011–2018 | Hawaii 5.0                             | Commander Joe White           | 16 episodis |
| 2012–2013 | Falling Skies                          | Arthur Manchester             | 3 episodis Nominada—Saturn Award for Best Guest Starring Role on Television |
| 2012      | 666 Park Avenue                        | Gavin Doran                   | 13 episodis |
| 2014      | Gang Related                           | Sam Chapel                    | 12 episodis |
| 2014      | Phineas and Ferb                       | Professor Mystery (veu)       | Episodi: "Lost in Danville" |
| 2015      | Full Circle                            | Jimmy Parerra                 | 6 episodis |
| 2015–2018 | Patriot                                | Tom Tavner                    | 18 episodis |
| 2016      | Secrets and Lies                       | John Warner                   | Main role; 7 episodis |
| 2017      | The Blacklist                          | Howard Hargrave               | Episodi: "Isabella Stone (No. 34)"; sense acreditar |
| 2017      | The Blacklist: Redemption              | Howard Hargrave               | Recurrent; 7 episodis |
| 2017      | Mysteries of the Missing               | Himself (amfitrió)            | Recurrent |
| 2018      | Castle Rock                            | Dale Lacy                     | 4 episodis |
| 2019      | Perpetual Grace, LTD                   | Texas Ranger Wesley Walker    | 10 episodis |
| 2019      | Emergence                              | Richard Kindred               | Recurrent |
| 2020–2021 | FBI: Most Wanted                       | Byron LaCroix                 | 5 episodis |
| 2021      | Resident Alien                         | Peter Bach                    | Episodi: "Welcome Aliens" |
| 2021      | Christmas Sail                         | Dennis                        | Pel·lícula Hallmark |
| 2022      | Pieces of Her                          | Martin Queller                | Rol recurrent |
| 2024      | The Walking Dead: The Ones Who Live    | Jonathan Beale                | 3 episodis |